# Trương Kỳ Quân
Trương Kỳ Quân (tiếng Trung: 張其昀; Wade–Giles: Chang Chi-yun) (29 tháng 9 năm 1901 – 26 tháng 8 năm 1985) là một nhà sử học, nhà địa lý, nhà sư phạm và là một chính trị gia. Ông là người sáng lập Đại học Văn hóa Trung Quốc và Học viện Nam Hải và từng là Bộ trưởng Bộ Giáo dục Trung Hoa Dân Quốc. Ông là biên tập chính của cuốn Trung văn Đại Từ điển và còn được coi là "cha đẻ của nền văn hóa Trung Hoa tại Đài Loan".
Trương Kỳ Quân tốt nghiệp Phân viện Lịch sử và Địa lý Đại học Nam Kinh, nơi ông học từ các học giả Liễu Di Trừng, Trúc Khả Trinh và Lưu Bá Minh.
Con trai ông là Trương Kính Hồ, một nhà sư phạm ở Đài Loan.

## Tác phẩm
- "Thanh sử" (清史) Lịch sử nhà Thanh, năm 1961.